# Hit Generator
Hit Generator – telewizyjne widowisko muzyczne emitowane w TVP2.
Program jest swego rodzaju listą muzyczną emitowaną na żywo, która ma na celu wyłonienie Super Hitu. Program zakończył się po jednej edycji.

## Zasady programu
W każdym z 14 odcinków rywalizuje pięć zespołów i ich utwory. W każdym odcinku występuje czterech znanych artystów, obecnych na polskiej scenie muzycznej oraz jeden debiutant.
Widzowie poprzez SMS-y głosują na ulubione utwory. Dwa zespoły, które otrzymają największą liczbę głosów przechodzą do kolejnego odcinka. Utwór, który znajdzie się w najlepszej dwójce przez cztery odcinki z rzędu otrzymuje tytuł i statuetkę Super Hitu.

## Super Hity
- „Chodź, przytul, przebacz” (wyk. Andrzej Piaseczny)
- „Jeden moment” (wyk. Pectus)
- „Niby razem” (wyk. Ścigani)
- „Moja mała furia” (wyk. Orbita Wiru)
- „Uwierz mi chociaż raz” (wyk. Ścigani)

## Odcinki
Awans do kolejnego odcinka
     Super Hit
W nawiasie podano kolejny odcinek, w którym bierze udział zespół. Pogrubiono piosenki, które znalazły się już w poprzednim odcinku.
Znak (D) oznacza zespół debiutancki.

### Odcinek 1. – 21 lutego 2009
| Numer | Wykonawca            | Piosenka                   |
| ----- | -------------------- | -------------------------- |
| 1     | Bracia               | „Za szkłem”                |
| 2     | Kasia Wilk           | „Do kiedy jestem”          |
| 3     | Pectus               | „Jeden moment”             |
| 4     | Andrzej Piaseczny    | „Chodź, przytul, przebacz” |
| 5     | Fat Belly Family (D) | „Ciebie”                   |

### Odcinek 2. – 28 lutego 2009
| Numer | Wykonawca             | Piosenka                   |
| ----- | --------------------- | -------------------------- |
| 1     | Pectus (2)            | „Jeden moment”             |
| 2     | Papilla (D)           | „I’m Better”               |
| 3     | Andrzej Piaseczny (2) | „Chodź, przytul, przebacz” |
| 4     | IRA                   | „Dobry czas”               |
| 5     | Video                 | „Będzie piekło”            |

### Odcinek 3. – 7 marca 2009
| Numer | Wykonawca             | Piosenka                   |
| ----- | --------------------- | -------------------------- |
| 1     | Andrzej Piaseczny (3) | „Chodź, przytul, przebacz” |
| 2     | Artybishops (D)       | „Dive”                     |
| 3     | Mezo                  | „Zemsta”                   |
| 4     | Paulla                | „Od dziś”                  |
| 5     | Pectus (3)            | „Jeden moment”             |

### Odcinek 4. – 14 marca 2009
| Numer | Wykonawca             | Piosenka                   |
| ----- | --------------------- | -------------------------- |
| 1     | Pectus (4)            | „Jeden moment”             |
| 2     | PIN                   | „Wino i śpiew”             |
| 3     | Afromental            | „Pray 4 Love”              |
| 4     | Saluminesia (D)       | „Miłość”                   |
| 5     | Andrzej Piaseczny (4) | „Chodź, przytul, przebacz” |

### Odcinek 5. – 20 marca 2009
| Numer | Wykonawca      | Piosenka               |
| ----- | -------------- | ---------------------- |
| 1     | Golden Life    | „Hello, Hello”         |
| 2     | Marcin Rozynek | „Ubieranie do snu”     |
| 3     | Kasia Klich    | „Czekolada”            |
| 4     | Freedom (D)    | „Rysopis”              |
| 5     | Kumka Olik     | „Zaspane poniedziałki” |

### Odcinek 6. – 27 marca 2009
| Numer | Wykonawca       | Piosenka               |
| ----- | --------------- | ---------------------- |
| 1     | Zakopower       | „Zbuntowany Anioł”     |
| 2     | Kid A (D)       | „Bez granic”           |
| 3     | Golden Life (2) | „Hello, Hello”         |
| 4     | Kumka Olik (2)  | „Zaspane poniedziałki” |
| 5     | Blenders        | „Kasia”                |

### Odcinek 7. – 3 kwietnia 2009
| Numer | Wykonawca       | Piosenka        |
| ----- | --------------- | --------------- |
| 1     | Blenders (2)    | „Kasia”         |
| 2     | Paweł Kowalczyk | „Wrong”         |
| 3     | Banda i Wanda   | „To nie Polska” |
| 4     | Ścigani (D)     | „Niby razem”    |
| 5     | Golden Life (3) | „Hello, Hello”  |

### Odcinek 8. – 17 kwietnia 2009
| Numer | Wykonawca           | Piosenka        |
| ----- | ------------------- | --------------- |
| 1     | Blenders (3)        | „Kasia”         |
| 2     | Poets' Corner (D)   | „Cafe le Monde” |
| 3     | Mika Urbaniak       | „In My Dreams”  |
| 4     | Ścigani (2)         | „Niby razem”    |
| 5     | Justyna Steczkowska | „To mój czas”   |

### Odcinek 9. – 24 kwietnia 2009
| Numer | Wykonawca         | Piosenka                 |
| ----- | ----------------- | ------------------------ |
| 1     | Pudelsi           | „Mijamy się jak co dnia” |
| 2     | Orbita Wiru (D)   | „Moja mała furia”        |
| 3     | Halina Frąckowiak | „Wiem dokąd idę”         |
| 4     | Ścigani (3)       | „Niby razem”             |
| 5     | Blenders (4)      | „Kasia”                  |

### Odcinek 10. – 1 maja 2009
| Numer | Wykonawca       | Piosenka            |
| ----- | --------------- | ------------------- |
| 1     | Ścigani (4)     | „Niby razem”        |
| 2     | Sami            | „Czasami tak”       |
| 3     | Soima (D)       | „Saltwater”         |
| 4     | Iwona Węgrowska | „Ty i ja – mój sen” |
| 5     | Orbita Wiru (2) | „Moja mała furia”   |

### Odcinek 11. – 8 maja 2009
| Numer | Wykonawca        | Piosenka                       |
| ----- | ---------------- | ------------------------------ |
| 1     | Pola             | „Broń Panie Broń”              |
| 2     | Orbita Wiru (3)  | „Moja mała furia”              |
| 3     | Energy Drink (D) | „It Isn’t Right”               |
| 4     | Ścigani          | „Uwierz mi chociaż raz”        |
| 5     | L.U.C.           | „Happy End and Up Happy Hands” |

### Odcinek 12. – 15 maja 2009
| Numer | Wykonawca           | Piosenka                |
| ----- | ------------------- | ----------------------- |
| 1     | Łukasz Zagrobelny   | „Jeszcze o nas”         |
| 2     | Ścigani (2)         | „Uwierz mi chociaż raz” |
| 3     | Ania Szarmach       | „Dlaczego”              |
| 4     | Orbita Wiru (4)     | „Moja mała furia”       |
| 5     | Mechaniczny Kot (D) | „Breaking News”         |

### Odcinek 13. – 22 maja 2009
| Numer | Wykonawca                        | Piosenka                |
| ----- | -------------------------------- | ----------------------- |
| 1     | Ramona Rey                       | „Obietnica"             |
| 2     | Orbita Wiru                      | „Zinedine Zidane”       |
| 3     | Dziewczyny (D)                   | Chimera                 |
| 4     | Ścigani (3)                      | „Uwierz mi chociaż raz” |
| 5     | Marzena Rogalska i Matt Kowalsky | „Supertwarz”            |

### Odcinek 14. – 29 maja 2009
| Numer | Wykonawca      | Piosenka                |
| ----- | -------------- | ----------------------- |
| 1     | Plastic        | „Lazy Day”              |
| 2     | DoriFi (D)     | „Jutro futro”           |
| 3     | Ścigani (4)    | „Uwierz mi chociaż raz” |
| 4     | Dziewczyny (2) | „Chimera”               |
| 5     | BiFF           | „Pies 1”                |

## Oglądalność
Według danych AGB Nielsen Media Research.
Podane liczby dotyczą wyłącznie oglądalności telewizyjnej emisji na żywo – nie uwzględniają oglądalności powtórek itd.
| Numer odcinka | Oglądalność                |
| ------------- | -------------------------- |
| 1             | 1 294 127 (21 lutego 2009) |
| 2             | 1 469 183 (28 lutego 2009) |
| 3             | 1 153 530 (7 marca 2009)   |
| 4             | 1 059 163 (14 marca 2009)  |
| 5             | 1 043 652 (20 marca 2009)  |
| 6             | 792 854 (27 marca 2009)    |
| 7             | 634 336 (3 kwietnia 2009)  |
| 8             | 783 441 (17 kwietnia 2009) |
| 9             | 745 263 (24 kwietnia 2009) |
| 10            | 950 262 (1 maja 2009)      |
| 11            | 744 351 (8 maja 2009)      |
| 12            | 678 422 (15 maja 2009)     |
| 13            | 537 636 (22 maja 2009)     |
| 14            | 706 464 (29 maja 2009)     |
| Średnia       | 901 011                    |